# Drag king

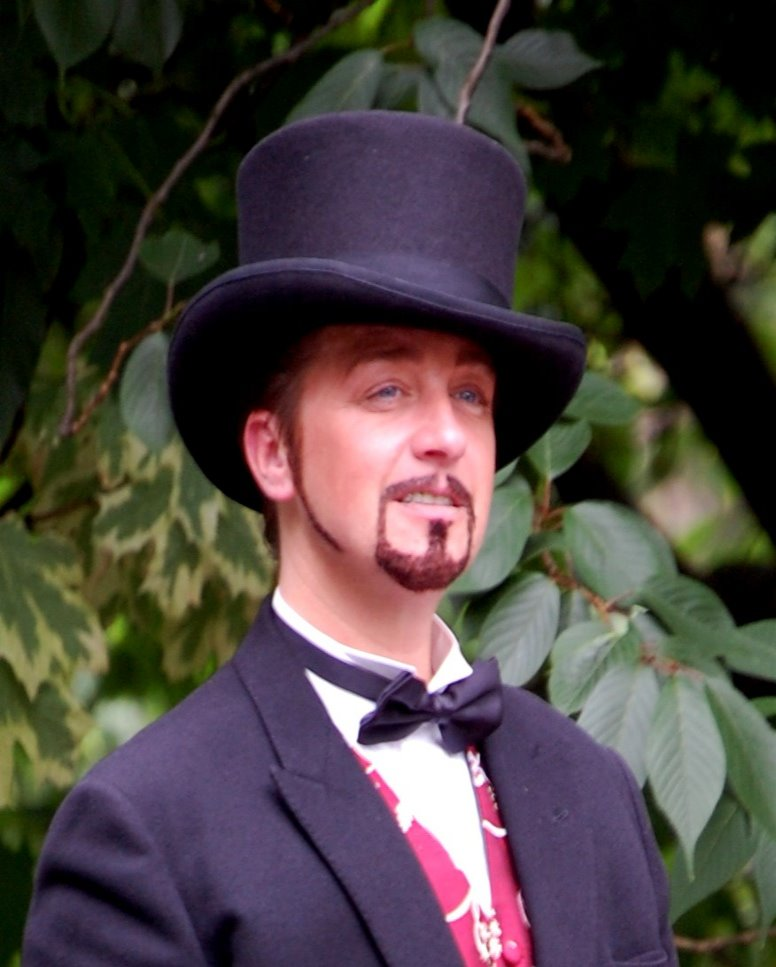
Valentino King, un drag king

Los drag kings son artistas de performance que se visten masculinamente (drag) y personifican estereotipos de género masculinos  como parte de su actuación. Una rutina típica de drag king puede incluir bailes y canciones o sincronía de labios. Los drag kings suelen representar personajes exageradamente machos, o imitar a famosos como Elvis Presley o Tim McGraw. Varios drag kings se convirtieron en estrellas del music hall británico a finales del siglo XIX y principios del XX, y la pantomima británica ha conservado la tradición de mujeres actuando en roles de hombres. A partir de 1990 los drag kings han comenzado a obtener el reconocimiento y fama del que han gozado las drag queens durante años. Los drag kings a menudo actúan como personajes masculinos exageradamente machos, visibilizando también masculinidades queer, o más suaves, y además retratan masculinidades marginadas como trabajadores de la construcción, raperos, o se harán pasar por celebridades masculinas como Elvis Presley, Michael Jackson y Tim McGraw.

## Historia y terminología
Si bien el término drag king se citó por primera vez de forma impresa en 1972, hay una historia más larga de artistas femeninas que se visten con atuendos masculinos. En China, la práctica de "mujeres masculinas [personajes]" (kunsheng; véase también roles sheng), donde las mujeres representaban a hombres en representaciones teatrales, se documentó por primera vez durante la dinastía Tang media (617-908 EC). Esto continuó hasta principios de la dinastía Qing, cuando el emperador Qianlong prohibió que las actrices actuaran en 1722. Se revivió a fines del siglo XIX y XX cuando se relajó la prohibición de las actrices.
En el teatro y la ópera existe una tradición de papeles en calzones y transformistas. La actriz y dramaturga Susanna Centlivre apareció en papeles de calzones alrededor del año 1700. El primer imitador masculino popular en el teatro estadounidense fue Annie Hindle, quien comenzó a actuar en Nueva York en 1867. En 1886 se casó con su modista, Annie Ryan.
La intérprete británica de música hall Vesta Tilley estuvo activa a finales del siglo XIX y principios del XX como imitadora masculina. Otros imitadores masculinos en el escenario británico fueron Ella Shields y Hetty King. La cantante de blues Gladys Bentley actuó con atuendos masculinos en Nueva York, Los Ángeles y San Francisco desde la década de 1920 hasta la de 1940.
Stormé DeLarverie actuó en drag masculino como MC y única intérprete femenina de la compañía drag Jewel Box Revue en las décadas de 1950 y 1960. Ella protagoniza el documental Storme: The Lady of the Jewel Box. Si bien los disturbios de Stonewall de junio de 1969 fueron una serie de levantamientos espontáneos de muchas personas, se cree que DeLarverie, quien fue la primera en luchar contra la brutalidad policial, proporcionó la chispa que encendió el disturbio.
La cultura drag king en Australia floreció en los bares de lesbianas de las décadas de 1990 y 2000, pero comenzó a desvanecerse en la década de 2010.
El término drag king a veces se usa en un sentido más amplio, para incluir a personas con cuerpo femenino que se visten con ropa tradicionalmente masculina por otras razones. Este uso incluye mujeres que intentan pasar temporalmente por hombres y mujeres que desean presentarse en un rol de género masculino sin identificarse como hombre. Diane Torr comenzó a dirigir Talleres Drag King en 1989 que ofrecían a las mujeres lecciones para hacerte pasar por hombres. Torr apareció en la película de 2002 sobre drag kings Venus Boyz.
Históricamente, los drag kings han sido más marginados por la cultura pop que las drag queens, que comenzaron a desempeñar un papel más importante en la cultura pop convencional desde finales del siglo XX en adelante. Los drag kings también han sido históricamente marginados en los estudios académicos LGBT. Recientemente, los drag kings han comenzado a desempeñar un papel un poco más visible en la comunidad LGBT. Sleek Magazine describió este renacimiento de la cultura drag king en un artículo de 2019 titulado "¿Qué hay detrás de la revolución drag king?".
El colectivo drag king británico 'Pecs', una compañía compuesta en su totalidad por mujeres y personas no binarias, se fundó en 2013 y luego se presentó en el Teatro Soho y en The Glory. En 2016, la directora Nicole Miyahara produjo The Making of a King, un documental que narra la vida de los drag kings contemporáneos en Los Ángeles. El primer drag king que apareció en un programa de televisión fue el artista y comediante de Nueva Zelanda Hugo Grrrl, quien ganó la temporada inaugural de la competencia de telerrealidad neozelandesa House of Drag en 2018. En 2019, el artista estadounidense Landon Cider fue el primer drag king y mujer cisgénero en aparecer en una competencia drag televisada de EE. UU., cuando ganó la tercera temporada de The Boulet Brothers' Dragula. En diciembre de ese mismo año Marcus Massalami se convirtió en el primer drag king español en lanzar un videoclip de autoría propia, titulado Pluma Bollera.